# Chlamydomonas snowii
Chlamydomonas snowii là một loài tảo trong họ Chlamydomonadaceae, thuộc chi Chlamydomonas.